# Hispasat 30W-6
Hispasat 30W-6 je telekomunikační družice společnosti Hispasat a vyrobila ji firma Space Systems Loral. Její pracovní pozice je nad 30. stupněm západní délky na geostacionární oběžné dráze Země, kde slouží jako náhrada staršího satelitu Hispasat 1D a poskytuje telekomunikační služby pro část Evropy, severní Afriku, a část Ameriky.
Hispasat 30W-6 byla uveden na přechodovou dráhu ke geostacionární dráze pomocí nosné rakety Falcon 9 Block 4 společnosti SpaceX, sídlem v kalifornském Hawthornu. Startovalo se z floridské rampy SLC-40 a první stupeň provedl pouze pokusné přistání na mořskou hladinu. Statický zážeh před letem proběhl 21. února kolem 5:00 SEČ.
Satelit byl navržen a vyroben společností Space Systems Loral a je postavený na platformě SSL-1300. Při startu vážil 6092 kg a životnost je plánována na více než 15 let. K dispozici je 40 transpondérů v pásmu Ku, 6 v Ka, 1 Ka-BSS a 10 v C pásmu. Přístrojům dodávají energii solární panely o výkonu 11,5 kW.
Společně se satelitem Hispasat 30W-6 letěl i malý, 90 kilový, modulární satelit PODSAT 1 agentury DARPA.